# Postino (Dovera)
Postino (Pustìn in dialetto lodigiano, Pustì in dialetto cremasco) è una frazione del comune lombardo di Dovera provincia di Cremona.

## Storia
Il primo documento su Postino è del 1168: papa Alessandro III confermava la giurisdizione della diocesi di Pavia sulla pieve di Postino che aveva prerogative parrocchiali e giurisdizione anche su altre località contigue con. Mantenne il titolo di pieve al XV secolo.
Nel 1568 fu consacrata la nuova chiesa parrocchiale; successivamente furono istituite varie confraternite: 1563 fu fondata la confraternita del Santissimo Sacramento, nel 1652 quella del Santissimo Rosario, nel 1684 quella della Dottrina Cristiana.
Nel 1757 Postino fu unito al comune di Dovera.
Nel 1819 la parrocchia di Postino fu tolta dalla diocesi di Pavia e unita a quella di Lodi.
Di particolare interesse è la Sagra patronale che si svolge ogni seconda domenica d'ottobre.

## Monumenti e luoghi d'interesse
- Chiesa parrocchiale dei santi Nabore e Felice, costruita nel XVI secolo